# Eye of the Tiger
"Eye of the Tiger" là một bài hát của ban nhạc người Mỹ Survivor nằm trong album nhạc phim của bộ phim năm 1982 Rocky III. Ngoài ra, bài hát còn xuất hiện trong album phòng thu thứ ba cùng tên của nhóm (1982). Nó được phát hành vào ngày 29 tháng 5 năm 1982 như là đĩa đơn đầu tiên trích từ hai album bởi EMI Records và Scotti Brothers Records. "Eye of the Tiger" được đồng viết lời và sản xuất bởi hai thành viên của Survivor Frankie Sullivan và Jim Peterik, sau khi họ nhận được lời đề nghị từ đạo diễn, biên kịch kiêm diễn viên chính của Rocky III Sylvester Stallone để viết một bài hát chủ đề sử dụng cho bộ phim, thay cho kế hoạch ban đầu về việc sử dụng bài hát năm 1980 của Queen "Another One Bites the Dust" nhưng đã bị họ từ chối. Đây là một bản hard rock mang nội dung đề cập đến nỗ lực của mỗi người để vượt qua những khó khăn và đứng lên chiến đấu cho giấc mơ của họ, trong đó sử dụng hình tượng đôi mắt của hổ như là phép ẩn dụ cho sự kiêu hãnh và tự tin.
Sau khi phát hành, "Eye of the Tiger" nhận được những phản ứng tích cực từ các nhà phê bình âm nhạc, trong đó họ đánh giá cao thông điệp ý nghĩa cũng như quá trình sản xuất của nó. Ngoài ra, bài hát còn gặt hái nhiều giải thưởng và đề cử tại những lễ trao giải lớn, bao gồm đề cử giải Quả cầu vàng lẫn Oscar cho Bài hát gốc xuất sắc nhất cũng như hai đề cử giải Grammy cho Bài hát của năm và Trình diễn giọng Rock xuất sắc nhất của bộ đôi hoặc nhóm nhạc tại lễ trao giải thường niên lần thứ 25, và chiến thắng một giải sau. "Eye of the Tiger" cũng tiếp nhận những thành công vượt trội về mặt thương mại, đứng đầu các bảng xếp hạng ở Úc, Canada, Phần Lan, Ireland, Na Uy và Vương quốc Anh, đồng thời lọt vào top 10 ở hầu hết những quốc gia nó xuất hiện, bao gồm vươn đến top 5 ở Áo, Bỉ, Pháp, Ý, New Zealand, Tây Ban Nha và Thụy Sĩ. Tại Hoa Kỳ, nó đạt vị trí số một trên bảng xếp hạng Billboard Hot 100 trong sáu tuần liên tiếp, trở thành đĩa đơn quán quân đầu tiên và duy nhất của Survivor tại đây.
Video ca nhạc cho "Eye of the Tiger" được đạo diễn bởi Victoria Rain Kiriakis, trong đó những thành viên của Survivor bắt đầu tập hợp lại trên đường phố và cùng nhau đến một câu lạc bộ, trước khi họ cùng nhau trình diễn bài hát tại đây. Được ghi nhận là bài hát trứ danh trong sự nghiệp của nhóm, nó đã được hát lại và sử dụng làm nhạc mẫu bởi nhiều nghệ sĩ, như The Temptations, The Shadows, Paul Anka, Gloria Gaynor, "Weird Al" Yankovic và Passenger, cũng như xuất hiện trong nhiều tác phẩm điện ảnh và truyền hình, bao gồm The Big Bang Theory, Big Hero 6, Breaking Bad, EastEnders, Family Guy, The King of Queens, Lucifer, New Girl, The Simpsons, Supernatural và Ugly Betty. Ngoài ra, "Eye of the Tiger" còn nằm trong nhiều album tuyển tập của Survivor, như Greatest Hits (1989), Ultimate Survivor (2004), The Best of Survivor (2006) và The Essential Survivor (2014). Tính đến nay, nó đã bán được hơn 13 triệu bản trên toàn cầu, trở thành một trong những đĩa đơn bán chạy nhất mọi thời đại.

## Danh sách bài hát
Đĩa 7"
1. "Eye of the Tiger" (bản đĩa đơn) – 3:45
2. "Take You on a Saturday" – 4:05

Đĩa 12"
1. "Eye of the Tiger" (bản mở rộng) – 5:58
2. "Take You on a Saturday" – 4:05

## Xếp hạng
| Bảng xếp hạng (1982)                  | Vị trí cao nhất |
| ------------------------------------- | --------------- |
| Úc (Kent Music Report)                | 1               |
| Áo (Ö3 Austria Top 40)                | 2               |
| Bỉ (Ultratop 50 Flanders)             | 3               |
| Canada (RPM)                          | 1               |
| Đan Mạch (IFPI)                       | 8               |
| Châu Âu (European Hot 100 Singles)    | 1               |
| Phần Lan (Suomen virallinen lista)    | 1               |
| Pháp (IFOP)                           | 3               |
| Đức (Official German Charts)          | 13              |
| Ireland (IRMA)                        | 1               |
| Ý (FIMI)                              | 3               |
| Nhật Bản (Oricon Singles Chart)       | 10              |
| Nhật Bản (Oricon International Chart) | 1               |
| Hà Lan (Dutch Top 40)                 | 2               |
| Hà Lan (Single Top 100)               | 6               |
| New Zealand (Recorded Music NZ)       | 4               |
| Na Uy (VG-lista)                      | 1               |
| Nam Phi (Springbok Radio)             | 1               |
| Tây Ban Nha (AFYVE)                   | 5               |
| Thụy Điển (Sverigetopplistan)         | 5               |
| Thụy Sĩ (Schweizer Hitparade)         | 6               |
| Anh Quốc (OCC)                        | 1               |
| Hoa Kỳ Billboard Hot 100              | 1               |
| Hoa Kỳ Adult Contemporary (Billboard) | 27              |
| Hoa Kỳ Dance Club Songs (Billboard)   | 59              |
| Hoa Kỳ Mainstream Rock (Billboard)    | 1               |

| Bảng xếp hạng (1982)                  | Vị trí |
| ------------------------------------- | ------ |
| Australia (Kent Music Report)         | 1      |
| Austria (Ö3 Austria Top 40)           | 18     |
| Belgium (Ultratop 50 Flanders)        | 28     |
| Canada (RPM)                          | 2      |
| Italy (FIMI)                          | 23     |
| Netherlands (Dutch Top 40)            | 27     |
| Netherlands (Single Top 100)          | 39     |
| New Zealand (Recorded Music NZ)       | 30     |
| South Africa (Springbok Radio)        | 2      |
| Switzerland (Schweizer Hitparade)     | 11     |
| UK Singles (Official Charts Company)  | 3      |
| US Billboard Hot 100                  | 2      |
| US Top Soundtrack Singles (Billboard) | 1      |
| Bảng xếp hạng (1983)                  | Vị trí |
| France (IFOP)                         | 11     |

| Bảng xếp hạng (1980-89)              | Vị trí |
| ------------------------------------ | ------ |
| Australia (Kent Music Report)        | 34     |
| UK Singles (Official Charts Company) | 12     |
| US Billboard Hot 100                 | 4      |

| Bảng xếp hạng                        | Vị trí |
| ------------------------------------ | ------ |
| UK Singles (Official Charts Company) | 32     |
| US Billboard Hot 100                 | 26     |

## Chứng nhận
| Quốc gia | Chứng nhận  | Số đơn vị/doanh số chứng nhận |
| --- | ----------- | ----------------------------- |
| Úc (ARIA) | Bạch kim    | 100.000^                      |
| Canada (Music Canada) | 2× Bạch kim | 200.000^                      |
| Pháp (SNEP) | Vàng        | 877,300                       |
| Ý (FIMI) | Bạch kim    | 30.000*                       |
| Nhật Bản (RIAJ) Đĩa cứng | —           | 244,000                       |
| Nhật Bản (RIAJ) Nhạc số | Vàng        | 100.000^                      |
| México (AMPROFON) | Vàng        | 30.000*                       |
| Anh Quốc (BPI) Đĩa cứng | Vàng        | 1,873,338                     |
| Anh Quốc (BPI) Nhạc số | Bạch kim    | 1,873,338                     |
| Hoa Kỳ (RIAA) Đĩa cứng | 2× Bạch kim | 2.000.000^                    |
| Hoa Kỳ (RIAA) Nhạc số | 8× Bạch kim | 8.000.000‡                    |
| Hoa Kỳ (RIAA) Nhạc chuông | Vàng        | 500.000^                      |
| * Chứng nhận dựa theo doanh số tiêu thụ. ^ Chứng nhận dựa theo doanh số nhập hàng. ‡ Chứng nhận dựa theo doanh số tiêu thụ và phát trực tuyến. |             |                               |